# Tárogató út
A Tárogató út Budapest II. kerületének egyik útja, Szépilona és Kurucles városrészben.

## Leírása
A Tárogató út a Budakeszi út és a Hűvösvölgyi út által közrefogott, háromszög alakú térség kis számú hosszanti útjának egyike, a Labanc út, a Kuruclesi út és a Széher út mellett. Az említett utak közül ez húzódik a legközelebb a Hűvösvölgyi úthoz, azzal szinte párhuzamosan (körülbelül a Kuruc utcai kereszteződésig kis mértékben távolodik, további szakaszán azonos távolságot tart tőle).
A kiindulási pontjától északnyugati irányba haladó Hűvösvölgyi útból ágazik ki, annak bal oldalról második keresztutcájaként. A Budenz úttal közös ponton találkozik a Hűvösvölgyi úttal, de míg az előbbi nagyjából derékszögben ágazik ki és délnyugat felé indul, a Tárogató út hegyes szöget zár be vele. Kezdeti szakasza, a Bognár utcáig Szépilona városrészhez tartozik, onnantól tovább Kurucles területén húzódik. A Lipótmező városrész déli szélét képező Lipótmezei útig, az egykori Országos Pszichiátriai és Neurológiai Intézet nagy kiterjedésű ingatlantömbjéig tart.

## Megközelítése
A Tárogató út alsó szakasza a legegyszerűbben a Hűvösvölgyi úton közlekedő busz- (29, 129, 956) és villamosjáratokkal (56, 56A, 59B, 61) érhető el, a Kelemen László utca megállóhelytől; felsőbb részei ugyanezen buszok későbbi megállóitól közelíthetők meg. Magán a Tárogató úton nincs buszforgalom, de a Szerb Antal utcánál keresztezi az utat a 129-es busz vonala, amelynek ott egy megállója is van.

## Története
A Kuruclesi-völgy neve régebben Maxengraben (Miksa-árok) volt, még régebben pedig Paulus Thalnak, Pál-völgynek nevezték. Utóbbi elnevezés a budaszentlőrinci pálos kolostorra utal, amely e völgy felső végénél helyezkedett el, a mai Budakeszi út mellett, és amelyet a lakói hajdan ezen az úton közelítettek meg. Budapest Székesfőváros Tanácsa 1904-ben dolgozta ki ezen környéknek – így ennek az útnak is – a szabályozását, azt követően alakult ki a jelenlegi, kertes-villás beépítése.

## Jelentősebb épületek, látnivalók az út mentén

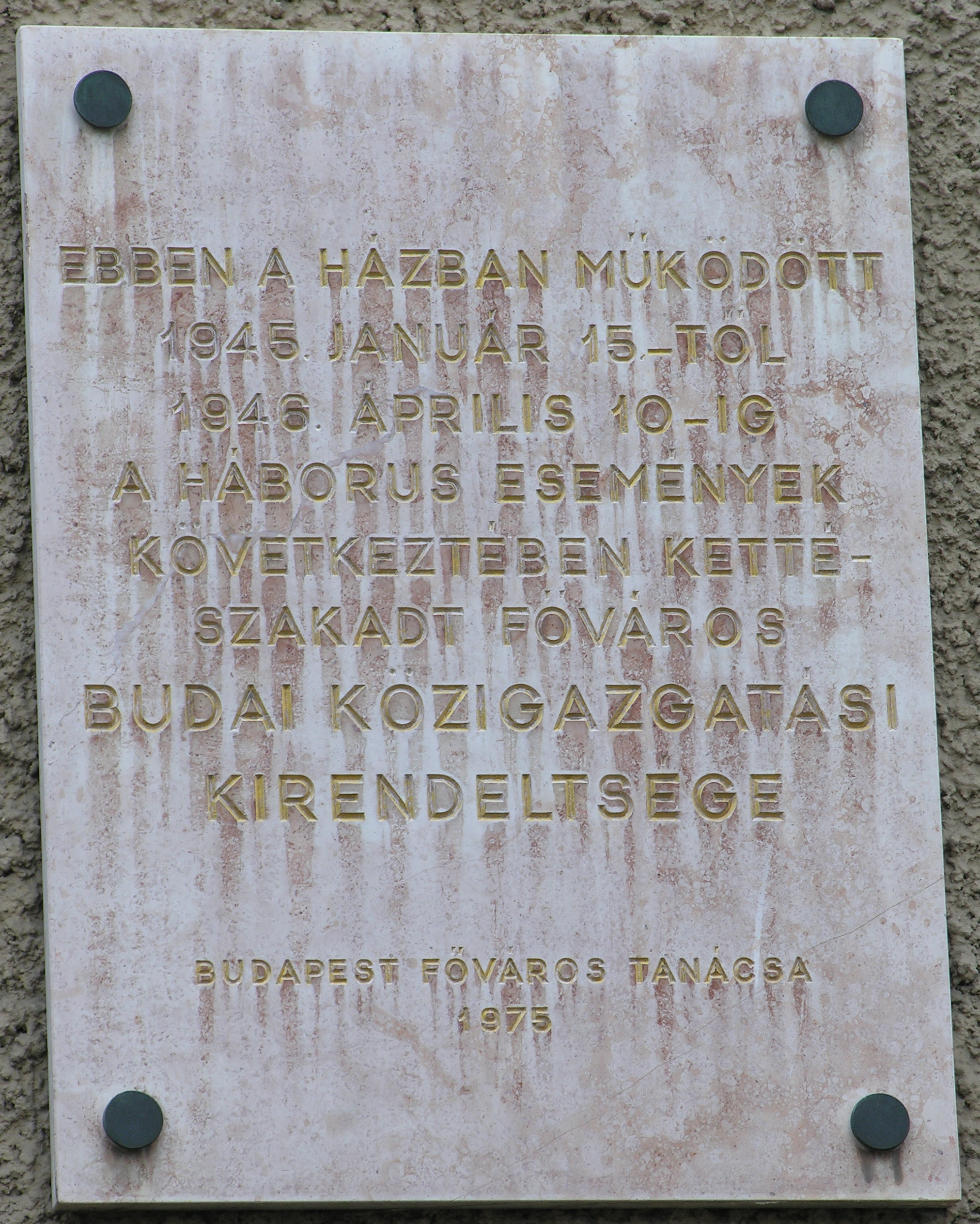
Budai Közigazgatási Kirendeltség emléktáblája, Tárogató út 2-4.

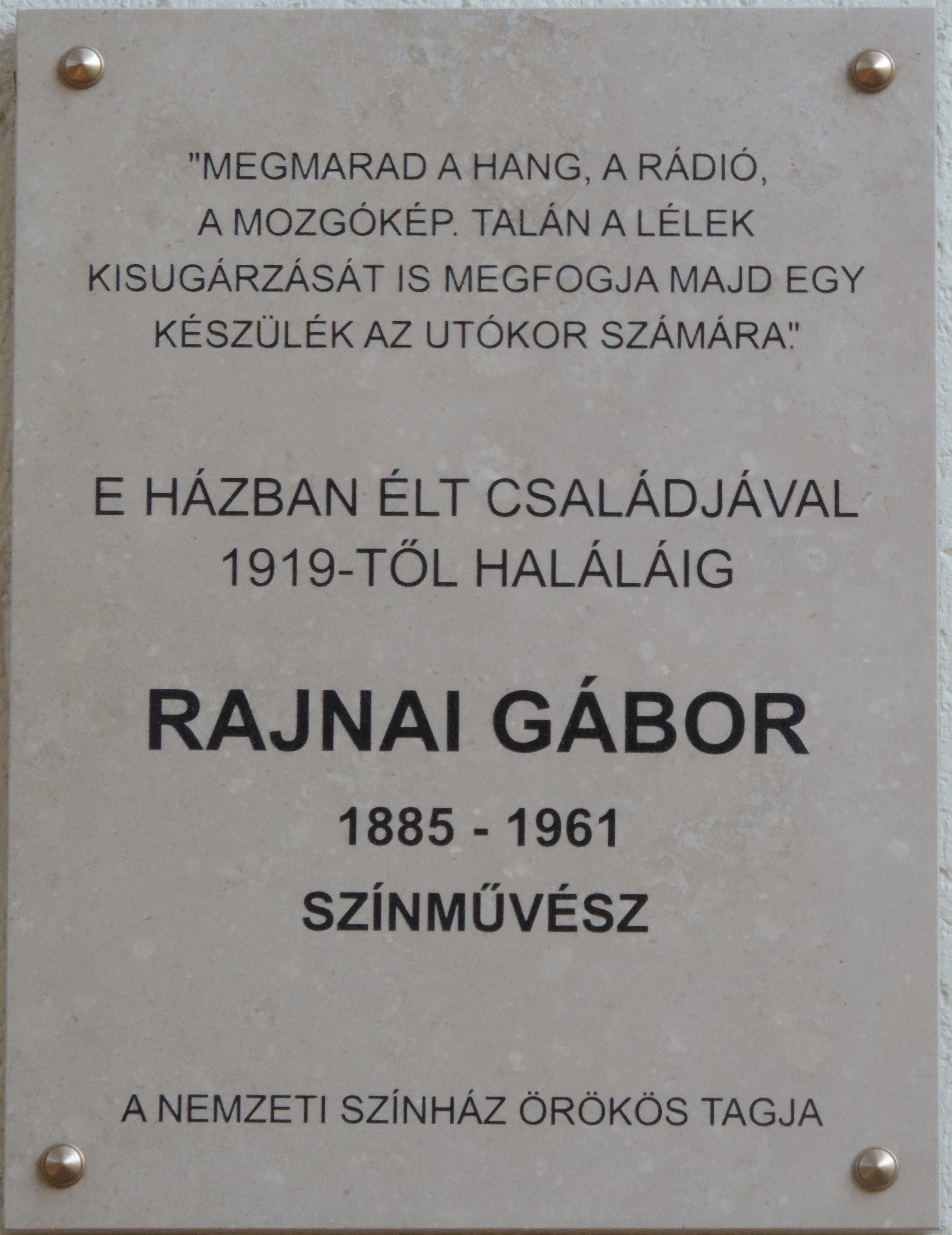
Rajnai Gábor emléktáblája, Tárogató út 77.

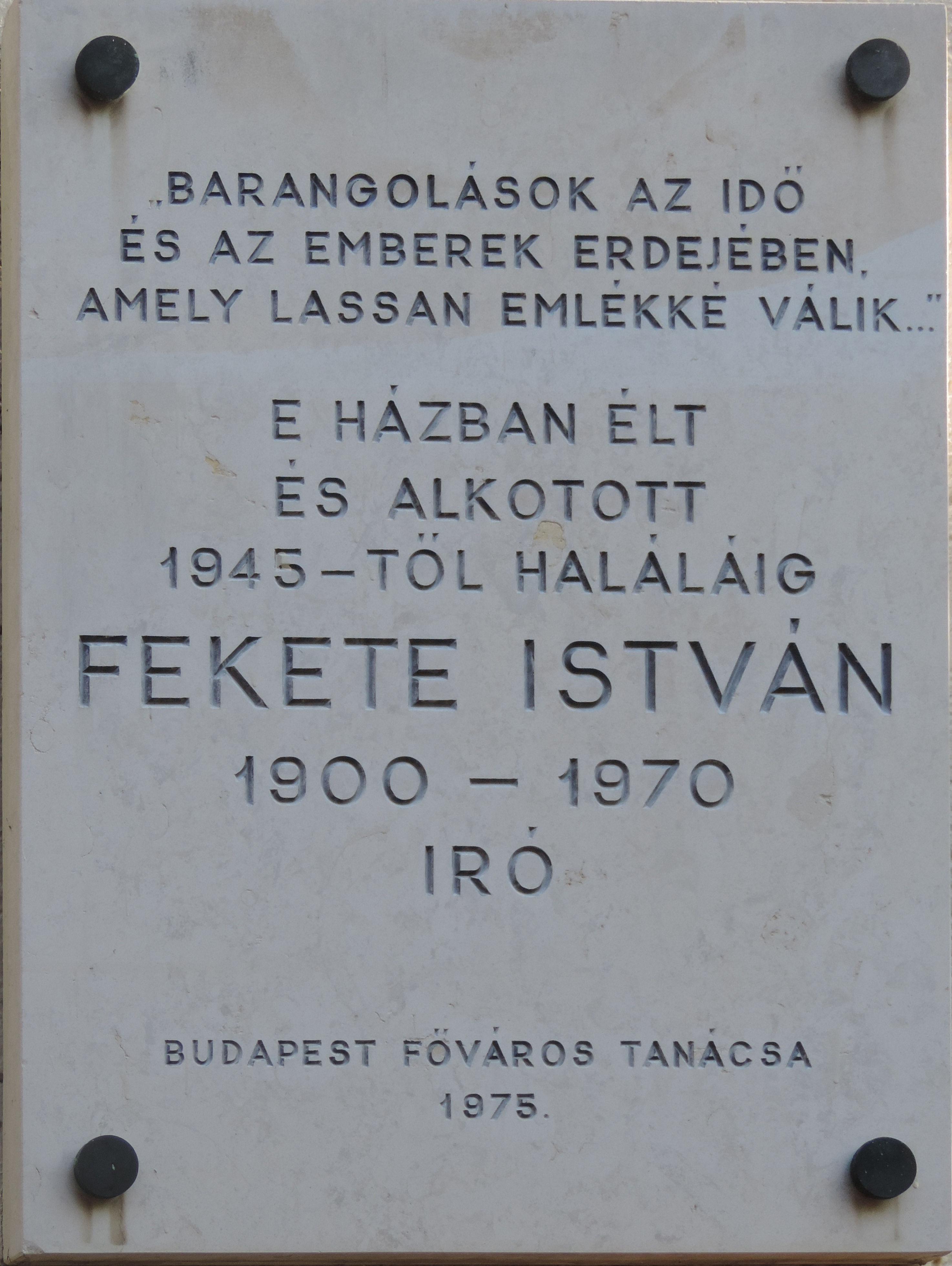
Fekete István emléktáblája, Tárogató út 77.

- Hűvösvölgyi úti kiágazás

Az út legelejénél lévő kis parkban áll Petri Lajos Fürdőző leány című bronzszobra. Korábban ugyanitt állt a Budai Önkéntes Ezred emlékműve, Mészáros Mihály 1975-ben készült beton anyagú alkotása, ami a rendszerváltás körüli években a Memento Parkba került.
- 2. szám: egyetemi épület (Györgyi Géza, 1908)

A Tárogató út és Budenz út által közrefogott telken emelt, impozáns kétszárnyú épület 1908-ban épület a Kereskedők Segélyegyletének Menházaként, Györgyi Géza tervei alapján. Később, a két világháború között a Pajor szanatórium pihenőrészlege működött benne. A második világháború vége felé a Budapestet felszabadító szovjet katonai egységek vezérkara szállásolta be magát az épületbe, Malinovszkíj marsall vezetésével. A Rákosi-érában pártfőiskola, később szakszervezeti továbbképző központ lett. A rendszerváltás után az International Business School nevű, nemzetközi kereskedelmi ismereteket oktató felsőfokú tanintézet nyitotta meg kapuit az épületben, ahol színjátszóhelyet is kialakítottak, kezdetben IBS színpad, később Tárogató Úti Színház néven. Ma a Pázmány Péter Katolikus Egyetem Bölcsészettudományi Kara használja.
- 9. és 13.: egykori majorsági házak

A földszintes, félig-meddig a domboldalba mélyedő házak a XX. század elején itt élt lakosok még falusias, gazdálkodó életformájának emlékét őrzik.
- Villa-nyaralók a Kuruc utca és a Bölöni György utca saroktelkein

A négy saroktelek közül hármon is olyan épület áll, amelyek építéséhez az 1896-os millenniumi kiállítás úgynevezett erdélyi falujának elbontásából visszamaradt faanyagot használta fel a Ponori Kovács nevű építési vállalkozó; utóbbi nevét viselte a mai Bölöni György utca (Kovács utca formájában) az 1970-es évekig.
- 77. szám: Rajnai-villa

A szecessziós stílusban épült, magas tetőszerkezetű ház Rajnai Gábornak, a Nemzeti Színház örökös tagjának (eredetileg a feleségének) volt a villája; az épületet ma is nagyrészt a leszármazottak lakják. 1945-től a földszinti lakásban Fekete István lakott a családjával; e lakás ebédlőjéből alakították ki később a Tárogató úti Jézus Szíve kápolnát. Az épület homlokzatán emléktáblát helyeztek el Rajnai Gábor emlékére és Fekete István születésének 100. évfordulója alkalmából.
- 84. szám: Pest Megyei Budagyöngye Kórház.

Az épület a XX. század elején épült, eredetileg kolostornak, a Széher úti Assisi Szent Ferenc Kórházat működtető Szent Ferenc Leányai ápolórend apácái részére. A második világháború alatt az apácák igen sok üldözöttet mentettek meg itt, ettől függetlenül a rendet a háború után szétverték, tagjait elűzték. 1950-ben a Magyar Dolgozók Pártjának pártfőiskolája kapott itt helyet, majd 1957-től a Pest Megyei Tanács kapta meg, amely itt hozta létre a Budagyöngye Megyei Tüdőbeteg-gyógyintézetet, a korábban már visszaszorított, de ebben az időszakban ismét járványossá váló tüdőbaj kezelésére. Elsősorban gyerekeket kezeltek itt, később felnőtt osztálya is lett. 1976-ban a Pest Megyei Tanács Semmelweis Kórházához csatolták, két belgyógyászati és egy tüdőgyógyászati osztállyal. 1985-ben vált ismét önállóvá, Budagyöngye Kórház néven, 220 ággyal. Bár 2000-es évek elején külsőleg és belsőleg is felújítottak, 2007 nyarán a kórházat váratlanul megszüntették, az épületet feltűnő gyorsasággal kiürítették.
- 98/b szám: családi ház (Árkay Bertalan, 1939-1940)